# 팔레스타인 194
팔레스타인 194(아랍어: فلسطين 194, 영어: Palestine 194)는 팔레스타인의 유엔 회원국 지위를 획득하기 위해 팔레스타인 자치 정부가 진행 중인 외교 캠페인이다. 이 캠페인의 이름은 팔레스타인이 유엔의 194번째 회원국이 되는 것을 의미한다. 유엔 캠페인은 동예루살렘을 수도로 하는 1967년 6일 전쟁 이전의 국경을 기준으로 팔레스타인의 국제적 인정을 얻기 위한 전략의 일환이다. 이 이니셔티브는 이스라엘이 서안 정착촌 활동 동결을 거부한 후 2년간의 협상 교착 상태 동안 발전되었다. 이 캠페인은 2009년 말에 언론에 보도되기 시작했으며, 2011년 9월 제66차 유엔 총회를 앞두고 두드러지게 부각되었다. 팔레스타인 대통령 마흐무드 압바스는 2011년 9월 23일 반기문 유엔 사무총장에게 신청서를 제출했으며, 이 신청서에 대해 안보리는 아직 투표를 진행하지 않았다.
팔레스타인 194는 2011년 5월 아랍 연맹의 공식 지지를 받았으며, 2011년 6월 26일 팔레스타인 해방기구에 의해 공식 확인되었다. 이 신청은 이스라엘 정부에 의해 일방적 조치로 규정되었으나, 팔레스타인 정부는 현재의 협상 교착 상태를 극복하기 위해 필수적이라고 주장했다. 독일과 캐나다와 같은 몇몇 다른 국가들은 이 신청을 거부하고 신속한 협상 재개를 촉구했다. 그러나 노르웨이와 러시아와 같은 다른 국가들은 이 계획을 지지했다. 유엔 사무총장은 "유엔 회원국들은 팔레스타인 국가 인정에 대해 찬성 또는 반대 투표를 할 권리가 있다"고 말했다. 유엔 안전보장이사회 회원국 지위를 얻지 못하자, 2012년 9월 팔레스타인 자치 정부는 팔레스타인에 비회원 참관국 지위를 부여하는 유엔 총회 결의안 초안을 제출했으며, 유엔 총회는 이를 2012년 11월 29일 통과시켰다.
2024년 이스라엘-하마스 전쟁이 격화되자, 유엔 안보리는 2024년 4월 18일 팔레스타인의 유엔 가입을 두고 회의를 개최했으나 미국의 거부권 행사로 안건은 부결되었다. 그러나 유엔 총회는 2024년 5월 10일 팔레스타인의 참관국 지위를 승격하는 안을 의결했고, 이 안을 통해 팔레스타인은 유엔 산하 기구의 여러 회의에서 안건을 발의할 수 있는 권한, 그리고 각종 회의에서의 발언권과 유엔 대표부 외교관이 선출직으로 활동할 수 있는 권리들을 받았다. 팔레스타인의 승격된 권한은 2024년 9월 총회 때부터 반영되었다.

## 배경

1947년 11월 29일, 유엔 총회는 영국의 팔레스타인 위임통치 종료와 영국이 점령한 영토를 아랍과 유대 독립 국가로 분할하는 계획을 승인했다. 이 분할 계획은 아랍계 팔레스타인인과 아랍 연맹이 거부했다. 1948년 5월 15일 위임통치가 만료되자 이스라엘이 국가로 선포되었고, 이후 인접 아랍 국가들이 이전 위임통치 지역을 침공했다. 1949년 교전국 간의 일련의 휴전 협정으로 적대 행위가 종식된 후 이어진 아랍-이스라엘 전쟁은 가자 지구를 이집트에, 요르단강 서안 지구를 요르단에, 골란 고원을 시리아에, 나머지를 이스라엘에 할당하는 경계선을 낳았다. 1967년 6월, 이스라엘이 6일 전쟁에서 승리하여 아랍 국가들이 이전에 획득한 영토를 점령하면서 국경선에 추가적인 변화가 일어났다.
이후 팔레스타인 해방기구(PLO)는 1974년 11월 22일 유엔에서 팔레스타인 국민들의 유일한 합법적 대표로 인정받아 참관자 지위를 부여받았다. 팔레스타인은 1988년 11월 15일 알제리에서 망명 중이던 팔레스타인 국민평의회의 임시 회의에서 1947년 분할 계획을 법적 근거로 삼아 선포되었다. 이 선언을 인정하여 유엔은 팔레스타인 해방기구의 옵서버 지위를 격상시키고 "팔레스타인"이라는 명칭을 부여했으나, 명시적으로 국가로 언급하지는 않았다.
1989년 안전보장이사회에서 PLO 대표는 발표 당시 다수였던 94개 회원국이 새로운 팔레스타인 정부를 인정했다고 밝혔다. 이후 PLO는 유엔과 관련된 여러 기관에 국가로서 가입을 시도했지만, 팔레스타인을 받아들이는 조직에 대한 자금 지원을 중단하겠다는 미국의 위협과 이러한 반응을 자동으로 시행하기 위한 법률로 인해 좌절되었다. 그 결과, 팔레스타인의 여러 조약에 대한 가입 신청과 서한은 철회되거나 무기한 연기되었다. 이에 따라 1989년 11월 아랍 연맹은 PLO를 독립 팔레스타인 국가의 정부로 공식적으로 인정하는 유엔 총회 결의안을 제안했다. 그러나 미국이 투표가 진행될 경우 유엔에 대한 재정 지원을 중단하겠다고 다시 위협하면서 이 초안은 철회되었다. 아랍 국가들은 결의안을 강행하지 않기로 합의했지만, 미국이 다시는 유엔에 재정 제재를 위협하지 않겠다고 약속할 것을 요구했다.
PLO는 이후 국제 사회의 중재로 이스라엘과 평화 협상에 전념하게 되었다. 이러한 협상은 1991년 마드리드 회의를 시작으로 1993년 오슬로 협정의 서명으로 이어져 팔레스타인 자치 정부가 창설되었다. 2002년에는 제3자 중재자들로 구성된 4자 그룹이 분쟁의 실질적인 해결책을 목표로 하는 중동 평화 로드맵을 개발하여 팔레스타인 국가의 설립을 포함시켰다. 2020년대 진행 중인 팔레스타인 문제에 대한 해결책의 기본 틀은 2007년 아나폴리스 회의에서 양측이 결정하고 합의한 바 있다.
유엔 이외의 일부 국제 기구에서 팔레스타인은 이미 회원국의 지위를 누리고 있었다. 이슬람 협력 기구는 1969년 팔레스타인 해방기구를 정식 회원국으로 인정했고, 아랍 연맹은 1976년 9월 9일 팔레스타인 해방기구를 정식 회원국으로 인정했다. 같은 해 팔레스타인 해방기구는 비동맹 운동에도 회원국으로 가입했다. 1988년 팔레스타인 정부가 수립된 이후, 팔레스타인은 이 지위를 계승했다.
이스라엘의 경우 1949년 전쟁 이후 유엔 회원국으로 승인되었다. 그러나 2024년 5월 기준으로, 여전히 이스라엘을 국가로 인정하지 않은 국가는 총 28개국으로 이 중 대다수는 이스라엘-팔레스타인 분쟁이나 아랍-이스라엘 분쟁으로 인해 이스라엘과 관계가 악화된 국가들이다. 이 외에도 베네수엘라, 쿠바, 조선민주주의인민공화국 역시 팔레스타인과의 우호적 관계 및 정치적 이유로 이스라엘을 국가로 승인하지 않았다.

### 동기
팔레스타인이 유엔에서 국가 승인 결의안을 추진하는 것은 이스라엘과의 협상에서의 진전이 없고, 요르단강 서안 지구에서 계속되는 이스라엘 정착촌 확장에 대한 팔레스타인인들의 커져가는 좌절감의 결과로 여겨진다. 2008년, 뉴욕 타임스는 "가장 온건한 팔레스타인인들 사이에서도 이스라엘-팔레스타인 갈등에 대한 협상된 두 국가 해결책이라는 신념이 점차 약해지고 있다"고 보도했다. 학자 압둘라 슐라이퍼는 "팔레스타인인들 사이에 거의 절망에 가까운 감각이 있고, 자신들이 뒤처지고 있으며, 협상을 기반으로 이스라엘 국가와 나란히 존재하는 팔레스타인 국가를 이루기 위한 초점이 무너졌다는 느낌이 있다"고 묘사했다. 2008년 8월, 팔레스타인 정부 관계자, 연구원 및 고문들로 구성된 팔레스타인 전략 그룹은 지도부가 분쟁을 유엔으로 이관할 것을 권고하는 새로운 전략적 입장을 발표했다.
팔레스타인인들이 협상 과정에 대해 느끼는 일반적인 우려 중 하나는 팔레스타인 해방기구가 이스라엘과 동등한 입장에서 협상할 수 없는 점이다. 따라서 팔레스타인 해방기구는 팔레스타인의 국제적 인정이 협상 환경을 공식적으로 평등하게 만들고, 두 국가가 동등한 파트너로서 협상할 수 있는 상황을 조성할 기회라고 말했다.
2009년, 살람 파야드 총리의 정부는 팔레스타인이 점령 상태에 놓여있음도 불구하고 효과적인 통치를 제공할 수 있는 실질적인 기관을 설립하는 것을 목표로 한 국가 건설 프로그램을 개발했다. 이 계획은 8월에 발표되었으며, 독립적이고 지속 가능한 팔레스타인 국가를 설립하기 위한 기한을 2년으로 설정했다. 이 계획은 유럽 연합의 지지를 받아, 개발을 위한 재정적 및 실질적 지원을 받았다. 또한 2009년, 미국 대통령 버락 오바마는 1967년 국경을 팔레스타인 국가의 기초로 지지한 첫 미국 대통령이 되었다. 그는 다음 해 이스라엘과 팔레스타인 간 직접 협상을 중재했으며, 2010년 9월 유엔 총회에서 이러한 협상이 독립적이고 주권을 가진 팔레스타인을 회원국으로 받아들이는 결과를 내기 위한 기한을 1년으로 설정했다. 그러나 그 다음 달 베냐민 네타냐후 총리가 서안지구 정착촌 건설 중단을 연장하는 것을 거부하자 협상은 결렬되었고, 팔레스타인 측은 협상에서 이탈했다. 마흐무드 압바스 대통령은 이러한 정착촌을 "기정사실화"를 강요하기 위한 일방적 행동이자 "어떠한 평화 과정에도 위협이 되는 주요 장애물"로 규정했다.
2010년 말, 세계은행은 팔레스타인 자치 정부(PNA)가 가까운 미래에 국가를 설립할 준비가 잘 되어 있다는 보고서를 발표했다. 그러나 보고서는 경제에서 민간 부문의 성장이 촉진되지 않으면 팔레스타인 국가는 여전히 기부금에 의존할 것이라고 강조했다. 12월, 유럽 연합은 국가 건설 프로그램에서의 진전을 인정하고 여러 회원국이 자국 수도에 있는 팔레스타인 대표부에 외교적 지위를 부여하기로 합의했다. 2011년 4월, 유엔 중동 평화 과정 조정관은 이 분야에서의 진전에 대한 보고서를 발표하며 "독립 국가에 충분한 행정적 측면"을 갖추었다고 평가했다. 이는 2011년 4월 12일에 국제 통화 기금(IMF)이 발표한 유사한 평가와 일치했다.
2011년 7월, PLO는 팔레스타인 국가의 국제적 인정을 추구하는 것이 두 국가 해법의 생존 가능성을 보호하기 위한 것이며, 협상을 대체하려는 의도가 아니라고 밝히는 문서를 발표하였다. PLO는 팔레스타인 국가 승인이 "국제 사회가 갈등 해결의 기초로 받아들인 기준에 기반하여 정의롭고 지속적인 평화에 도달할 가능성을 강화한다"고 주장하였다. 팔레스타인 정부는 다음과 같이 밝혔다.
1988년, 팔레스타인 해방기구(PLO)는 1967년 이스라엘에 의해 점령된 영토에 팔레스타인 국가의 수립을 선언했다. PLO는 팔레스타인 국민의 역사적 고향의 22%로 우리의 민족적 열망을 제한함으로써 평화를 위한 역사적 타협을 했다. 토지에 대한 팔레스타인의 양보는 고통스러웠지만 존중되었다. 1993년 오슬로 협정 체결 이후, 국제 사회는 이 지역에서 평화를 위한 유일한 공식이 실현 가능하고 주권을 가진 팔레스타인 국가의 수립을 요구하는 두 국가 해법임을 반복적으로 확인해왔다. 이제 이스라엘과 국제 사회는 우리의 유산의 남은 22%에 대한 팔레스타인 국가를 인정하고 팔레스타인을 유엔의 정회원국으로 받아들임으로써 우리에게 한 약속을 이행해야 할 때이다.

일부 학자들은 2011년 시작되었던 아랍의 봄도 팔레스타인 194 계획에 영향을 미쳤다고 주장하는데, 슐레이퍼에 따르면 팔레스타인 대통령 압바스는 아랍 세계의 전반적인 변화 분위기를 매우 의식하고 있으며, 이는 협상을 통한 팔레스타인 국가 수립의 성과 부족을 극적으로 부각시키고 있다고 생각한다.

## 캠페인

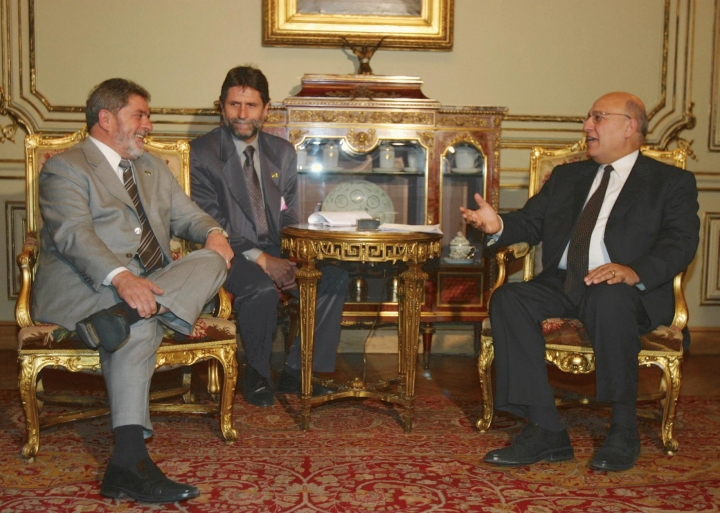
브라질의 대통령 루이스 이나시우 룰라 다 시우바와 팔레스타인의 핵심 협상자 나빌 샤아스가 대화를 나누고 있다.

2011년 초 남아메리카 정부들의 일련의 지지 선언에 이어, 팔레스타인의 국제적 승인 얻기 위한 외교적 노력이 탄력을 받았다.  마흐무드 아바스, 야세르 아베드 랍보, 리야드 알말리키, 사에브 에레카트, 나빌 샤아스, 리야드 만수르가 이끄는 고위 대표단이 여러 국가를 방문하였다. 팔레스타인 대사들은 다른 아랍 국가들의 대사들의 지원을 받아 그들이 주재한 정부의 지지를 확보하는 임무를 맡았다. 투표를 앞두고 러시아, 스페인, 중화인민공화국이 팔레스타인안을 공개적으로 지지했으며, 아프리카 연합 및 비동맹 운동과 같은 정부 간 조직들도 지지를 표명했다. 요르단강 서안 지구에 있는 비르제이트 대학교의 정치학 교수 사미르 아와드는 이 이니셔티브가 거의 전면적으로 중단된 이유를 설명하면서, 아바스가 미국의 압력으로 인해 "계속 추진"하지 못했다고 말했다. 그는 "미국과의 관계를 단절하고 싶지 않았다"고 말했다.

### 방해 활동
팔레스타인 194를 저지하기 위한 이스라엘의 조치도 증가했으며, 독일, 이탈리아, 캐나다, 미국은 공개적으로 결의안에 반대 투표를 할 것이라고 발표했다. 이스라엘과 미국의 외교관들은 여러 국가들이 투표에 반대하거나 기권하도록 압력을 가하는 캠페인을 시작했다. 그러나 팔레스타인이 유엔 총회에서 "자동적 다수"를 누리고 있기 때문에, 네타냐후 행정부는 결의안이 진행될 경우 이를 저지하지 못할 것으로 예상한다고 밝혔다. 8월에 하아레츠는 이스라엘 유엔 대사 론 프로소어의 말을 인용하여 이스라엘이 9월에 총회에서 결의안의 결과를 변경할 가능성이 없다고 보도했다. 프로소어는 "우리가 기대할 수 있는 최대한의 성과는 투표 시 기권하거나 참석하지 않을 국가들의 그룹을 확보하는 것"이라고 말하며 "팔레스타인 계에 반대 투표를 할 국가는 몇 안 될 것이다."라고 덧붙였다.
대신 이스라엘 정부는 주요 민주주의 강대국들의 "도덕적 다수"를 확보하여 투표의 무게를 줄이려는 시도에 집중했다. 유럽 연합의 입장에 상당한 무게가 실렸는데, 이는 아직 발표되지 않았다. 캐서린 애슈턴 유럽 연합 외교정책 고위대표는 결의안의 문구에 따라 입장이 달라질 가능성이 있다고 밝혔다. 8월 말, 이스라엘 국방부 장관 에후드 바라크는 애슈턴에게 이스라엘이 결의안의 문구에 영향을 미치려 한다고 말했다. "모든 당사자들이 신속한 협상 재개를 강조하는 문구를 마련하는 것이 매우 중요하며, 사전에 조건을 강요하려는 노력이 없어야 합니다."라고 그는 덧붙였다.
이스라엘과 미국 양측의 노력은 또한 팔레스타인 지도부가 계획을 포기하고 협상에 복귀하기를 압박하는 데 집중되었다. 미국에서는 의회가 팔레스타인 194를 비난하고 양측이 협상으로 합의된 외부에서 선언된 팔레스타인 국가를 인정하는 결의안을 거부하도록 오바마 행정부에 거부권을 발동할 것을 촉구하는 법안을 통과시켰다. 미국 상원에서도 동일한 법안이 통과되었는데, 이는 서안 지구에 대한 원조 중단으로 팔레스타인 정부를 위협했다. 8월 말, 미 의회에는 팔레스타인에게 격상된 지위를 부여하는 유엔 기관에  미국 정부 자금 지원을 차단하는 것을 제안하는 또 다른 법안이 발의되었다. 유엔 주재 미 대사 수전 라이스와 예루살렘 총영사 다니엘 루빈스틴을 포함한 몇몇 주요 미국 관리는 유사한 위협을 했다. 같은 달에, 이스라엘 재무부가 팔레스타인 정부에 대한 매월의 지급을 보류하고 있음이 보도되었다. 외교장관 아비그도르 리베르만은 만약 팔레스타인이 유엔에 단독으로 접근한다면 이스라엘은 그들이 오슬로 협정을 위반하게 되며 더 이상 그 협정에 속하지 않을 것이라고 경고했다. 그는 또한 PNA와의 모든 연락을 차단할 것을 권장했다.

## 팔레스타인의 국제 기구 가입
2011년 9월 16일, 압바스 대통령은 팔레스타인 국가가 유엔 총회에 대한 완전 회원 자격을 신청할 것이라고 발표하여 정부가 어떤 경로를 선택할지에 대한 추측을 종결시켰다. 압바스는 총장 반기문에게 9월 23일에 신청서를 제출하였으며, 이는 그의 총회 연설 직전에 이루어졌다. 언급된 영토적 기초는 1967년 6월 4일 경계이며, 수도는 알쿠드스 알샤리프(동예루살렘)로 명시되었다. 신청서는 1947년 분할 계획과 1988년 독립 선언 및 이에 따른 총회 결의안 43/177의 인정을 인용하여 "팔레스타인 국민의 자연적, 법적 및 역사적 권리"에 따라 제출되었다고 명시되었다. 또한 신청서는 "두 국가가 평화롭고 안전하게 공존하는 것을 비전으로 하는 정의롭고 영구적이며 포괄적인 해결"의 달성에 대한 국가의 헌신을 재확인했다. 이 신청서는 9월 28일에 안보리 회원 자격에 대한 위원회로 회부되었다.
유엔 총회에서 회원국이 되기 위해서는 유엔 안전보장이사회로부터 입장권을 추천 받은 이전의 추천을 받아야 한다. 특히, 적어도 9개국의 찬성이 필요하며 이사회의 5개 상임이사국 중 어느 하나의 거부권이 없어야 한다. 미국으로부터 거부권을 받을 가능성에 따라 팔레스타인 지도부는 "비회원 국가" 상태로의 제한된 승격을 선택할 것임을 시사했는데, 이는 전체 회원 자격과는 달리 총회에서의 간단한 과반수를 필요로 한다.  이러한 대안 옵션은 몇몇 유럽 회원국에 의해 타협안으로 내세워졌다. 알말키가 발표한 다른 행동 가능성은 비상 절차를 통해 거부권을 극복하는 것이었는데, 이는 총회의 2/3 찬성을 요구한다.
11월 11일에 안보리에서 회원국에 대한 회원 자격 추천에 대해 "만장일치로 추천할 수 없었다"는 보고서가 승인되었다. 외교관들은 팔레스타인이 요청하면 이사회에서의 회원 자격에 대한 공식 투표가 달려있다고 제안했으며, 이 투표가 실제로 이루어지는지는 팔레스타인의 요청에 달려있다고 밝혔다. 만일 총회가 소집된다면, 이 투표에서 받아야 하는 9개의 찬성 투표를 받지 못할 것으로 의심되며, 따라서 미국의 거부권을 무효화시키는 가능성이 사라지게 된다.
2012년 말까지 팔레스타인은 유엔 정회원 자격 신청을 보류하고 "옵서버 비회원 국가"로 지위를 격상하는 것을 추진하기로 결정하였다. 그러나 정회원 신청을 팔레스타인은 포기하지 않았으며, 2012년 11월에 통과된 유엔 총회 결의안에는 "안전보장이사회가 2011년 9월 23일 팔레스타인 유엔 정회원으로 가입하기 위해 제출한 신청서를 긍정적으로 검토하기를 희망한다"고 표현하고 있다.

### 유네스코

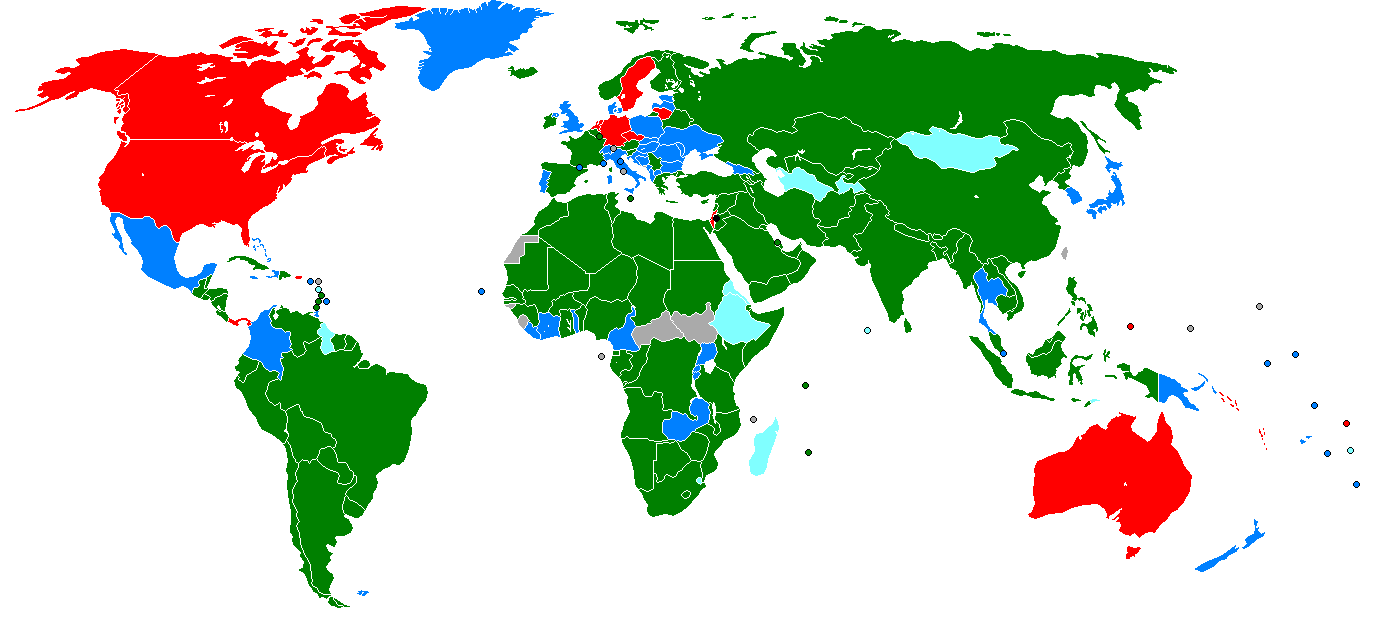
UNESCO 회원국 투표 여부:

1974년 PLO는 유네스코에서 옵서버 지위를 부여받았다. 1989년 제131차 유네스코 집행이사회 회의에서 7개국이 팔레스타인을 회원국으로 받아들이기 위한 신청서를 제출했다. 이사회는 다음 회기까지 결정을 연기했으며, 이후 매 회기마다 이 항목이 의제에 포함되어 반복적으로 연기되었다. 2011년 9월 제187차 집행이사회 회의에서 24개국이 신청서를 고려하고 팔레스타인 국가에 회원 자격을 부여할 것을 요청하는 결의안 초안을 제출했다. 58개국 이사회 대표들 간의 협의 후, 10월 5일 결의안 초안이 표결에 부쳐졌다. 이사회는 40개국의 찬성으로 신청서 추천을 승인했다. 팔레스타인을 유네스코의 195번째 회원국으로 받아들이는 결의안은 10월 31일 제36차 총회에서 채택되었다. 투표 자격이 있는 185개 회원국 중 107개국이 찬성, 14개국이 반대, 52개국이 기권, 12개국이 불참하였다. 결의안은 총 43개국이 제출했다. 팔레스타인의 회원 자격은 11월 23일에 비준되었다.
이 투표의 결과로, 이스라엘은 총회의 결정을 거부하고 유네스코와의 향후 협력을 재고할 것이라고 경고하는 성명을 발표하며, 이 투표를 "비극"이라고 불렀다. 이스라엘 정부는 동예루살렘을 포함한 서안 지구 내 정착촌 건설을 가속화하면서 팔레스타인 자치 정부(PNA)에 대한 월 1억 달러의 지급을 보류했다. 이스라엘 외무부 대변인 이갈 팔모르는 이러한 조치가 팔레스타인에 대한 압력을 증가시키기 위한 시도라고 언급했으며, 압바스는 이것이 평화 프로세스를 더욱 혼란스럽게 할 것이라고 지적했다. 네타냐후는 정착촌 건설이 처벌이 아니라 "이스라엘 국민의 기본 권리"라고 말했다. 이스라엘의 이러한 움직임은 유엔, 미국, 유럽연합, 그리고 EU3에 의해 비판받았다. 미국은 1989년 4월 팔레스타인이 유네스코 및 WHO 회원국 자격을 신청한 후 제정된 법률에 따라, 국가가 아닌 단체에 완전한 회원 자격을 부여하는 UN 기관이나 계열사에 대한 자금 지원을 금지하는 것을 이유로 유네스코에 대한 자금 지원을 중단한다고 발표했다. 정부 대변인은 11월에 예정된 6천만 달러의 지급을 보류할 것이라고 말했다. 캐나다도 자금 지원을 보류했다. 이 결의안은 또한 유럽 연합 회원국 간의 외교 정책에 대한 차이를 드러냈다.

### 유엔 옵서버 지위

유엔 옵서버 지위 투표:

2012년 9월까지 정회원 신청이 지연되자, 팔레스타인은 "옵서버 기구"에서 "비회원 옵서버 국가"로 지위를 격상하는 것을 추진하기로 결정하였다. 이는 유엔에서 교황청과 유사한 지위이다. 11월 27일, 이 신청이 공식적으로 이루어졌으며, 11월 29일 총회에서 투표에 부쳐질 것이라고 발표되었다.  이 지위 격상은 다수 국가의 지지를 받을 것으로 예상되었다. 팔레스타인에게 "비회원 옵서버 국가" 지위를 부여하는 것 외에도, 결의안은 "안전보장이사회가 2011년 9월 23일 팔레스타인 국가가 유엔 정회원으로 가입하기 위해 제출한 신청서를 긍정적으로 검토하기를 희망한다"고 표현하고, 1967년 이전 경계를 기반으로 한 두 국가 해법을 지지하며, 양측 간 협상의 즉각적인 재개 필요성을 강조하고 있다. 총회는 138개국의 찬성, 9개국의 반대, 41개국의 기권으로 결의안을 통과시켰다. 이 지위 변화는 인디펜던트에 의해 "팔레스타인의 주권에 대한 사실상의 인정"으로 묘사되었다.
이 투표는 팔레스타인 정부와 그 시민들에게 역사적인 기준점을 마련했으며, 이스라엘과 미국에게는 외교적 좌절을 안겨주었다. 유엔에서 옵서버 국가 지위는 팔레스타인 국가가 총회에서 일반 토론에 참여하고, 결의안을 공동 지원하며, 국제 민간 항공 기구, 해양법에 관한 유엔 협약, 국제 형사 재판소 등 유엔의 전문 기구와 조약에 가입할 수 있게 한다. 이를 통해 팔레스타인은 유엔에서 인정받은 주권 국가로서 자국의 영해와 영공에 대한 법적 권리를 주장할 수 있게 한다. 또한, 팔레스타인 국제 사법 재판소에서 자국 시민에게 정당하게 속한 영토에 대한 통제권을 주장할 수 있는 권리와, 주로 이스라엘의 불법 점령과 관련된 전쟁 범죄 혐의로 이스라엘을 국제형사재판소에 제소할 수 있는 법적 권리를 제공한다.
결의안이 통과된 후 유엔은 팔레스타인이 유엔에 있는 대표 사무소의 명칭을 "유엔 팔레스타인 국가 상주 옵서버 대표부"로 명명하는 것을 허용했다. 팔레스타인은 이에 따라 우표, 공식 문서 및 여권의 명칭을 변경하기 시작했으며, 외교관들에게 "팔레스타인 자치 정부"가 아닌 "팔레스타인국"을 공식적인 이름으로 명시하도록 지시했다. 이로 인해 지위가 변경되면서 유엔 사무국은 팔레스타인이 유엔 사무총장이 기탁자인 조약에 가입할 권리를 인정했다. 추가적으로, 2012년 12월 17일 유엔 의전장인 윤여철은 "모든 공식 유엔 문서에서 '팔레스타인국'이라는 명칭을 사용해야 한다"고 결정했다.

### 기타 기구 및 국제 단체
2011년 10월 31일, 팔레스타인이 유네스코에 가입한 후 팔레스타인 보건부 장관 파티 아부 모흘리는 PLO가 세계 보건 기구(WHO) 회원국 자격도 추구할 것이라고 발표했다. PLO는 1989년 팔레스타인의 WHO 회원국 자격을 신청했지만, 당시 WHO 예산의 4분의 1을 제공하던 미국은 팔레스타인이 회원국으로 가입할 경우 자금 지원을 중단할 것이라고 통보했다. 그 후 WHO는 신청서 심의를 연기하기로 결정했고, 아직 신청서에 대한 결정이 내려지지 않았다. 유엔 사무총장의 항의에 따라, 알말키는 11월 3일 PLO가 회원국 문제를 안전보장이사회에서 해결할 때까지 다른 유엔 기관에서 회원국 자격을 추구하지 않을 것이라고 발표했다.
2012년 유엔 총회에서 옵서버 국가 지위로 격상된 후, 팔레스타인 당국은 다시 유엔 기관 및 기구와 기타 국제 단체에 가입하고 국제 조약에 가입할 가능성을 논의했다. 2014년 4월, PLO는 제네바 협약 4, 3개의 빈 협약, 1899년 및 1907년의 헤이그 협약 중 하나를 포함한 15개의 다자간 조약에 대한 가입 문서를 제출했다. 2014년 4월 27일, PLO 중앙위원회는 국제 형사 재판소, 유엔 해양법 협약, 국제 통화 기금, 세계 은행, 세계 무역 기구, 인터폴, 국제 원자력 기구, 화학 무기 금지 기구를 포함한 48개의 추가 국제 조약 및 기구에 가입하기로 결정했다. 2014년 12월 31일, 팔레스타인 영토에 대한 이스라엘의 점령을 끝내기 위한 기한을 설정하는 결의안이 유엔 안전 보장 이사회에서 거부된 후, 팔레스타인 대통령 마흐무드 압바스는 국제형사재판소에 관한 로마 규정, 제네바 협약의 제2의정서 및 제3의정서, 핵확산방지조약, 해양법에 관한 유엔 협약을 포함한 20개의 조약에 가입하기 위한 문서에 서명했다.

### 이스라엘-하마스 전쟁 이후

2024년 4월 18일 유엔 안보리 회원국의 투표 결과:

팔레스타인
팔레스타인을 국가로 인정하겠다고 선언한 국가(프랑스, 몰타, 산마리노)
조건 하에 팔레스타인을 인정하기로 한 국가 (영국, 캐나다)
팔레스타인을 독립국으로 승인한 국가
팔레스타인을 독립국으로 승인한 적이 없는 국가

2023년 10월 7일 이스라엘-하마스 전쟁이 발발한 이후, 세계 각국은 분쟁의 평화적 해결을 위해 이스라엘-팔레스타인 분쟁의 해결안인 2국가안(두 국가 해법)에 다시 주목하기 시작했다. 팔레스타인 내 인도적 위기의 고조, 그리고 세계 각국의 반전 시위에 따라 유엔 안보리는 2024년 4월 18일 팔레스타인을 유엔의 정식 회원국으로 승인하는 것에 대한 결의안에 표결했지만, 미국의 거부권 행사로 부결되었다. 2024년 5월 10일 유엔 총회는 유엔 안보리의 결정과 달리 팔레스타인이 유엔의 정식 회원국이 될 자격이 충분하다고 판단하고 유엔 안보리에 결과를 재심의할 것을 권고했다. 2024년 5월 10일 총회에서 해당 결의안에 대해 미국과 이스라엘을 비롯한 9개국이 반대했고, 25개국이 기권했으며, 143개국이 결의안에 찬성해 결의안이 채택되었다. 결의안을 통해 팔레스타인은 유엔 내에서 권한이 확대되었으며, 유엔 내에서 활동 범위도 크게 증가하게 되었다.
이스라엘-하마스 전쟁이 격화됨에 따라 팔레스타인을 정식 국가로 승인하는 국가들도 늘어나기 시작했다. 2024년 4월 19일부터 5월 7일까지 바베이도스, 바하마, 자메이카, 트리니다드 토바고가 팔레스타인을 국가로 승인하였고, 앤티가 바부다의 정치인 로널드 샌더스는 카리브 공동체가 팔레스타인 문제에 단일한 대오를 형성했다고 칭찬했다. 유럽 연합 내부, 특히 서유럽 국가들도 팔레스타인의 국제적 승인에 동참하고 있다. 2024년 이전까지 팔레스타인의 독립을 승인한 국가는 발트 3국을 제외한 폴란드, 체코, 슬로바키아, 루마니아, 헝가리, 불가리아 등 구 동구권 국가들이었다. 2024년 5월 22일, 스페인과 아일랜드, 그리고 노르웨이는 공동으로 팔레스타인을 국가로 승인하기로 선언했으며, 5월 28일 3개국은 정식으로 팔레스타인을 국가로 승인했다. 프랑스는 팔레스타인 국가 승인의 가능성을 내비치며 팔레스타인에 강력한 정부 개혁을 요청했고, 슬로베니아는 2024년 5월 31일 의회에 팔레스타인 국가 승인을 요청하는 안을 발의하였고, 이후 6월 4일 슬로베니아 의회는 해당 법안을 통과시켰다. AP통신은 사회주의 지도자들이 유럽과 중동을 돌아다니며 팔레스타인 독립 승인에 대한 지지를 호소하고 있다고 분석했다. 2024년 6월 21일에는 아르메니아 정부가 팔레스타인을 국가로 승인했다. 2025년 5월 기준으로 팔레스타인을 정식 국가로 승인한 유엔 회원국은 전체 193개국 중 147개국이며, 이는 전체 유엔 회원국의 약 76% 정도이다.

## 두 국가 해법과의 연관성
두 국가 해법은 팔레스타인 분쟁에 대한 해결책으로, 이 지역에 별도의 유대인 국가와 아랍 국가를 세우자는 첫 번째 제안은 1937년 영국 필 위원회 보고서에서 나왔다. 1947년 유엔 총회는 팔레스타인 분할안을 채택하였고, 이는 1948년 팔레스타인 전쟁으로 이어졌다. 2017년 하마스는 1967년 국경의 팔레스타인의 아이디어를 수용한다고 주장하는 개정 헌장을 발표했지만, 이스라엘의 국가로서의 지위를 인정하지 않고 "시온주의 정체"라고 언급했다. 주요 쟁점 사항에는 두 국가의 구체적인 경계(대부분의 제안은 1967년 경계를 기반으로 함), 예루살렘의 지위, 이스라엘 정착촌 및 팔레스타인 난민의 귀환권이 포함된다. 분석들은 요르단강 서안 지구의 이스라엘 점령과 가자 지구 봉쇄로 인해 전체 지역의 현 상황이 사실상 이스라엘이 팔레스타인을 지배하는 구조라고 보고 있다.

## 같이 보기
- 팔레스타인의 국제적 승인
- 남수단과 유엔
- 두 국가 해법

## 참조

### 내용주
1. ↑  현재 팔레스타인을 독립국으로 승인한 스페인, 아일랜드, 노르웨이, 슬로베니아의 총리는 각각 페드로 산체스, 사이먼 해리스, 요나스 가르 스퇴레, 로베르트 골롭이다. 각 총리의 정당은 스페인 사회노동당, 피너 게일, 노르웨이 노동당, 그리고 자유운동이다. 스페인 사회노동당[124]과 노르웨이 노동당[125]은 사회주의 정당이 맞지만, 피너 게일은 자유보수주의 정당이다.[126] 그리고 자유운동은 사회자유주의 정당이다.[127]